# کلید مرد مرده

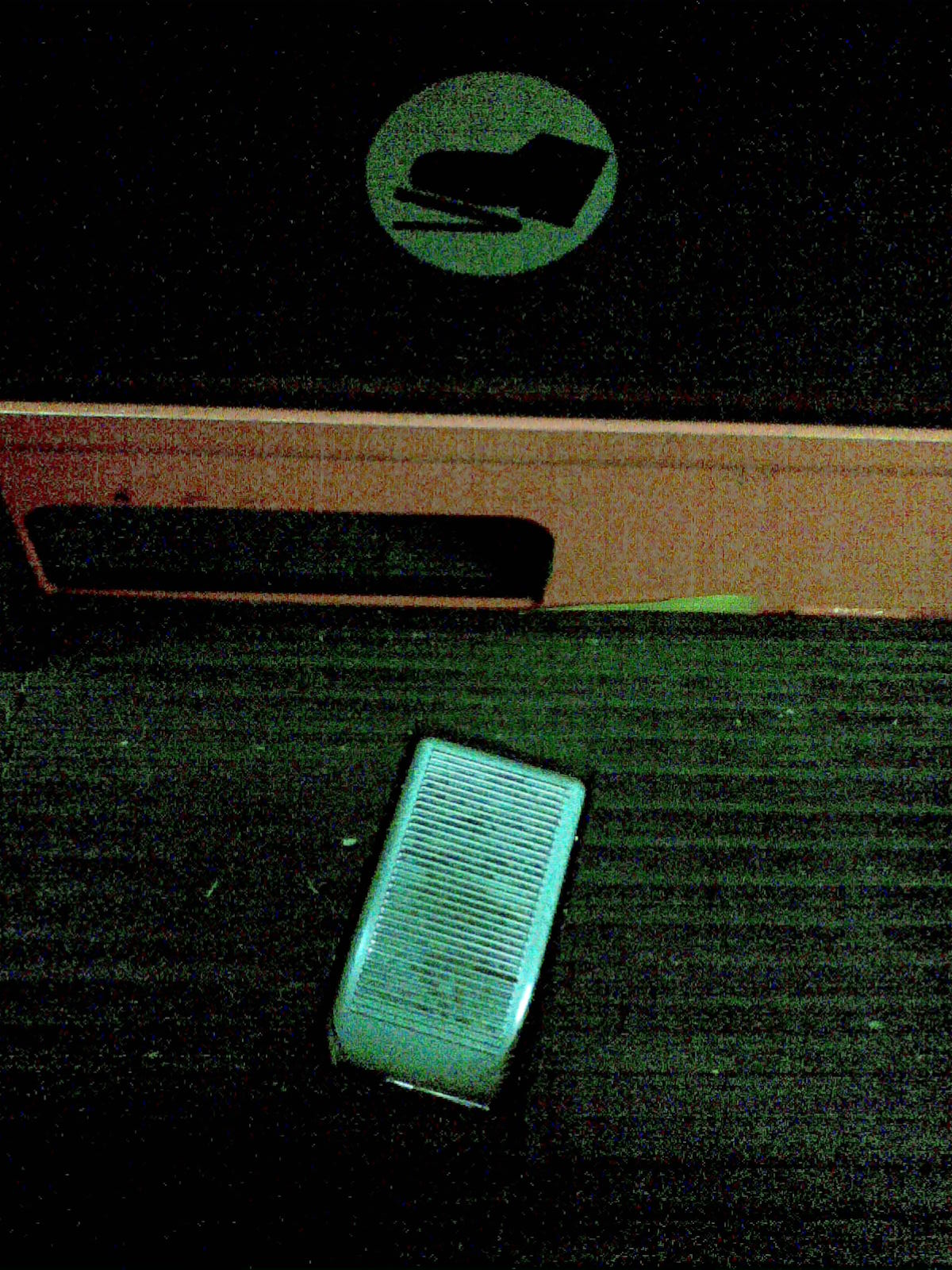
نمایی از پدال کلید مرد مرده در یک‌خودرو بالابر متحرک. - ۲۰۰۷ (از کلید مرد مرده در برخی از ماشین‌ها نیز به عنوان یک ابزار ایمنی استفاده می‌شود، به گونه‌ای که در اثر رها شدن کلید، آن وسیله از کار بیفتد.)

کلید مرد مرده (به انگلیسی: dead man's switch) کلیدی است که در صورت ناتوان شدن فرد به خاطر مرگ، بیهوشی یا برداشته شدن بدن از روی آن فعال می‌شود. یک مثال از چنین کلیدی یک کلید فنری است که بمبگذاری آن را در دست گرفته و فشار می‌دهد. در صورتی که پلیس بمبگذار را بکشد فشار انگشت وی بر روی کلید از بین رفته و کلید رها می‌شود و باعث انفجار بمب می‌گردد. از کلید مرد مرده در برخی از ماشین‌ها نیز به عنوان یک ابزار ایمنی استفاده می‌شود، به گونه‌ای که در اثر رها شدن کلید، آن وسیله از کار بیفتد.